# Libnotes rufata
Libnotes rufata är en tvåvingeart som först beskrevs av Edwards 1931.  Libnotes rufata ingår i släktet Libnotes och familjen småharkrankar. Inga underarter finns listade i Catalogue of Life.